# Die Freiheitlichen
Die Freiheitlichen, abreviado dF, es un partido político regionalista y separatista de derecha en Tirol del Sur, Italia. El partido busca representar a la mayoría de habla alemana y la minoría de habla ladina en la provincia y separarla de Italia. En términos generales, su ideología es similar a la del Partido de la Libertad de Austria (FPÖ) y los dos partidos mantienen estrechos contactos.

## Historia

### Inicios
En 1992, un grupo de jóvenes derechistas encabezados por la llamada "pandilla de los cuatro", entre los que se encontraba Christian Waldner, exlíder de la Junge Generation (la sección juvenil del Partido Popular Sudtirolés, SVP), Peter Paul Reiner, Pius Leitner y Stephan Gutweniger, dejaron el SVP. Pronto se les unieron exmiembros descontentos del Partido de la Libertad del Tirol del Sur (FPS), que fueron marginados después de la fusión en la Unión para el Tirol del Sur (UfS).
Lanzaron el nuevo partido el 7 de diciembre de 1992. Al hacerlo, fueron fuertemente alentados por Jörg Haider, en ese momento líder del Partido de la Libertad de Austria. Gerold Meraner, exdirigente del FPS que había sido miembro fundador de la UfS, consideraba al nuevo partido como el heredero legítimo del FPS.
Bajo el liderazgo de Waldner, el partido obtuvo el 6,1% de los votos en las elecciones provinciales de 1993 y consiguió la elección de dos consejeros provinciales, Waldner y Leitner. Poco después de las elecciones, hubo enfrentamientos sobre la línea política del partido entre Waldner, que defendía actitudes más nacionalistas, y Leitner, que era el líder de la facción liberal interna. Esto finalmente llevó a Waldner a renunciar en 1994 y comenzar su propio partido de corta duración, "Los Liberales" (rebautizado como "Alianza 98" en 1996).

### Declive y resurgimiento
En febrero de 1997, Waldner fue asesinado a tiros por su antiguo aliado político Reiner. Este dramático hecho conmocionó al partido y lo llevó a una decadencia que parecía irreversible. En las elecciones provinciales de 1998, el apoyo del partido en los votos fue solo del 2,5% y solo Leitner fue elegido al Consejo Provincial.
Luego de eso, el partido vio un resurgimiento en 2003, cuando saltó al 5,0% en las elecciones provinciales y logró elegir nuevamente a dos concejales provinciales: Leitner y Ulli Mair, una joven que había sido secretaria del partido desde 2001.
En las elecciones generales de 2006 el dF obtuvo el 5,4%. En las elecciones generales de 2008 casi duplicaron su porcentaje de votos hasta el 9,4%.
En las elecciones provinciales posteriores, dF se convirtió en el segundo partido más grande de la provincia con el 14,3% de los votos (una ganancia neta del 9,3%) y eligió cinco concejales provinciales (frente a los dos anteriores). Por primera vez en la historia, las dos fuerzas políticas más grandes del Tirol del Sur eran partidos de habla alemana.

### Éxitos electorales
En febrero de 2012, después de 18 años al frente del partido, Leitner decidió renunciar y promover a Mair como su sucesora.
En marzo de 2012, en medio de la crisis de la deuda soberana europea y la recesión en Italia, el partido se volvió oficialmente hacia el separatismo, proponiendo la creación de un Freistaat (estado libre) independiente y soberano de Tirol del Sur a través de un referéndum, que necesitaría también la aprobación de la minoría de habla italiana.
En las elecciones generales de 2013, el partido obtuvo el 15,9% de los votos, el mejor resultado de su historia.
En las elecciones provinciales de 2013, dF obtuvo el 17,9% (otro récord y +3,6% desde 2008), lo que resultó en seis concejales provinciales.
En las elecciones al Parlamento Europeo de 2014, el partido se presentó en alianza con la Liga Norte (LN).

### Nuevo liderazgo y desarrollo posterior
En junio de 2014, tras un escándalo sobre los pagos anticipados de jubilación que implicó a todos los consejeros regionales, el partido renovó por completo su liderazgo eligiendo presidente a Walter Blaas y nombrando secretario a Simon Auer. La alianza con la LN se consolidó con el respaldo de la autodeterminación de Tirol del Sur por parte del líder de la LN, Matteo Salvini, y la candidatura de Rosa Lamprecht, la esposa de Blaas, en la lista de la Liga Norte en las elecciones municipales de Bolzano de 2016.
En marzo de 2017, Leitner renunció a la Diputación Provincial tras ser condenado en un escándalo de gastos menores.
En mayo de 2017, Andreas Leiter Reber, de línea dura, fue elegido presidente del partido, al vencer al más moderado Arno Mall, y relanzó el concepto de Freistaat .
El dF no participó en las elecciones generales de 2018, mientras que perdió la mayor parte de su apoyo, deteniéndose en el 6,2%, en las elecciones provinciales de 2018.
En las elecciones municipales de 2020, el partido se presentó en once municipios del Tirol del Sur, en Merano, Bressanone, Lana, Caldaro, Eppan, Parcines, Mühlbach, Gais, Moelten, Marlengo y Burgstall. Tras las elecciones, el partido tuvo 18 concejales municipales a nivel nacional. En 2015 había 54 concejales, lo que refleja una disminución significativa.

## Resultados electorales
| Consejo de la Provincia Autónoma de Bolzano |             |      |         |     |
| Año electoral                               | Votos       | %    | Escaños | +/– |
| 1993                                        | 18.669 (#4) | 6,06 | 2/35    |     |
| 1998                                        | 7.543 (#9)  | 2,48 | 1/35    | 1   |
| 2003                                        | 15.121 (#5) | 5,0  | 2/35    | 1   |
| 2008                                        | 43.614 (#2) | 14,3 | 5/35    | 3   |
| 2013                                        | 51.504 (#2) | 17,9 | 6/35    | 1   |
| 2018                                        | 17.620 (#5) | 6,2  | 2/35    | 4   |